# PHS-I92
PHS-I92は、英華達が開発した、大衆電信のPHS方式の携帯電話である。
PHSでの日本国ローミングに対応している。

## 歴史
- 2006年10月24日 電気通信端末機器審査協会による技術基準適合認定の設計認証 （設計認証番号A06-0466001）
- 2006年11月8日 テレコムエンジニアリングセンターによる技術基準適合証明の工事設計認証 （工事設計認証番号001JXAA1149）

## 仕様
- 形状：ストレート
- サイズ：幅45.0mm×高さ107.0mm×奥行9.8mm
- 重量：約61.7g
- 連続通話時間：約420分
- 連続待受時間：約700時間
- 充電時間：約2時間
- ディスプレイ：CSTN液晶
- カメラ：
- 外部メモリー：
- カラー：
- 着信音：32和音+MP3

## カラーバリエーション
- ブラック
- ピンク
- ブルー